# NHL Entry Draft 2007
NHL Entry Draft 2007 był 45. draftem NHL w historii. Odbył się w dniach 22–23 czerwca w Nationwide Arena w Columbus. Rozlosowano 7 rund. Z numerem 1 został wydraftowany Amerykanin Patrick Kane do Chicago Blackhawks.

## Ranking skautów

### Zawodnicy z pola
|    | Ameryka Północna        | Europa                    |
| -- | ----------------------- | ------------------------- |
| 1  | Kyle Turris (C)         | Aleksiej Czeriepanow (RW) |
| 2  | Patrick Kane (RW)       | Mikael Backlund (C)       |
| 3  | James van Riemsdyk (LW) | Lars Eller (C/W)          |
| 4  | Keaton Ellerby (D)      | Maksim Majorow (RW)       |
| 5  | Karl Alzner (D)         | Joakim Andersson (C)      |
| 6  | Sam Gagner (C)          | Simon Hjalmarsson (RW)    |
| 7  | Jakub Voráček (RW)      | Nichlas Torp (D)          |
| 8  | Angelo Esposito (C)     | Siergiej Korostin (RW)    |
| 9  | Zach Hamill (C)         | Maksim Gonczarow (D)      |
| 10 | David Perron (LW)       | Jewgienij Dadonow (RW)    |

### Bramkarze
|   | Ameryka Północna | Europa       |
| - | ---------------- | ------------ |
| 1 | Jeremy Smith     | Joel Gistedt |
| 2 | Trevor Cann      | Mark Owuya   |
| 3 | Antoine Lafleur  | Marek Benda  |

## Draft 2007

### Runda 1
| #  | Zawodnik                  | Narodowość | Drużyna NHL                                        | Klub macierzysty                            |
| -- | ------------------------- | ---------- | -------------------------------------------------- | ------------------------------------------- |
| 1  | Patrick Kane (RW)         | USA        | Chicago Blackhawks                                 | London Knights (OHL)                        |
| 2  | James van Riemsdyk (LW)   | USA        | Philadelphia Flyers                                | US National Team Development Program (NAHL) |
| 3  | Kyle Turris (C)           | Kanada     | Phoenix Coyotes                                    | Burnaby Express (BCHL)                      |
| 4  | Thomas Hickey (D)         | Kanada     | Los Angeles Kings                                  | Seattle Thunderbirds (WHL)                  |
| 5  | Karl Alzner (D)           | Kanada     | Washington Capitals                                | Calgary Hitmen (WHL)                        |
| 6  | Sam Gagner (C/W)          | Kanada     | Edmonton Oilers                                    | London Knights (OHL)                        |
| 7  | Jakub Voráček (RW)        | Czechy     | Columbus Blue Jackets                              | Halifax Mooseheads (QMJHL)                  |
| 8  | Zach Hamill (C)           | Kanada     | Boston Bruins                                      | Everett Silvertips (WHL)                    |
| 9  | Logan Couture (C)         | Kanada     | San Jose Sharks (z St. Louis)                      | Ottawa 67’s (OHL)                           |
| 10 | Keaton Ellerby (D)        | Kanada     | Florida Panthers                                   | Kamloops Blazers (WHL)                      |
| 11 | Brandon Sutter (C/RW)     | Kanada     | Carolina Hurricanes                                | Red Deer Rebels (WHL)                       |
| 12 | Ryan McDonagh (D)         | USA        | Montreal Canadiens                                 | Cretin-Derham Hall High School (USHS-MN)    |
| 13 | Lars Eller (C/W)          | Dania      | St. Louis Blues (z Toronto via San Jose)           | Frölunda HC                                 |
| 14 | Kevin Shattenkirk (D)     | USA        | Colorado Avalanche                                 | US National Team Development Program (NAHL) |
| 15 | Alex Plante (D)           | Kanada     | Edmonton Oilers (z New York Islanders)             | Calgary Hitmen (WHL)                        |
| 16 | Colton Gillies (C)        | Kanada     | Minnesota Wild (z Tampy Bay via Anaheim)           | Saskatoon Blades (WHL)                      |
| 17 | Aleksiej Czeriepanow (RW) | Rosja      | New York Rangers                                   | Awangard Omsk                               |
| 18 | Ian Cole (D)              | USA        | St. Louis Blues (z Calgary)                        | US National Team Development Program (NAHL) |
| 19 | Logan MacMillan (C)       | Kanada     | Anaheim Ducks (z Minnesota)                        | Halifax Mooseheads (QMJHL)                  |
| 20 | Angelo Esposito (C)       | Kanada     | Pittsburgh Penguins                                | Remparts de Québec (QMJHL)                  |
| 21 | Riley Nash (C)            | Kanada     | Edmonton Oilers (z Dallas via Phoenix)             | Salmon Arm Silverbacks (BCHL)               |
| 22 | Max Pacioretty (LW)       | USA        | Montreal Canadiens (z San Jose)                    | Sioux City Musketeers (USHL)                |
| 23 | Jonathon Blum (D)         | USA        | Nashville Predators (z Nashville via Philadelphia) | Vancouver Giants (WHL)                      |
| 24 | Mikael Backlund (C)       | Szwecja    | Calgary Flames (z Atlanty via St. Louis)           | Västerås Hockey                             |
| 25 | Patrick White (C)         | USA        | Vancouver Canucks                                  | Tri-City Storm (USHL)                       |
| 26 | David Perron (LW)         | Kanada     | St. Louis Blues (z New Jersey via San Jose)        | Lewiston Maineiacs (QMJHL)                  |
| 27 | Brendan Smith (D)         | Kanada     | Detroit Red Wings                                  | St. Michael’s Buzzers (OPJHL)               |
| 28 | Nick Petrecki (D)         | USA        | San Jose Sharks (z Buffalo via Washington)         | Omaha Lancers (USHL)                        |
| 29 | Jim O’Brien (C)           | USA        | Ottawa Senators                                    | University of Minnesota (NCAA)              |
| 30 | Nick Ross (D)             | Kanada     | Phoenix Coyotes (z Anaheim via Edmonton)           | Regina Pats (WHL)                           |

### Runda 2
| #  | Zawodnik               | Narodowość | Drużyna NHL                                                              | Klub macierzysty                            |
| -- | ---------------------- | ---------- | ------------------------------------------------------------------------ | ------------------------------------------- |
| 31 | T.J. Brennan (D)       | USA        | Buffalo Sabres (z Philadelphii)                                          | St. John’s Fog Devils (QMJHL)               |
| 32 | Brett MacLean (LW)     | Kanada     | Phoenix Coyotes                                                          | Oshawa Generals (OHL)                       |
| 33 | Taylor Ellington (D)   | Kanada     | Vancouver Canucks (z Los Angeles)                                        | Everett Silvertips (WHL)                    |
| 34 | Joshua Godfrey (D)     | Kanada     | Washington Capitals                                                      | Sault Ste. Marie Greyhounds (OHL)           |
| 35 | Tommy Cross (D)        | USA        | Boston Bruins (z Chicago Blackhawks)                                     | Westminster High School (Connecticut)       |
| 36 | Joel Gistedt (G)       | Szwecja    | Phoenix Coyotes (z Edmonton Oilers)                                      | Frölunda HC                                 |
| 37 | Stefan Legein (RW)     | Kanada     | Columbus Blue Jackets                                                    | Mississauga IceDogs (OHL)                   |
| 38 | William Sweatt (LW)    | USA        | Chicago Blackhawks (z Boston Bruins)                                     | Colorado College (NCAA)                     |
| 39 | Simon Hjalmarsson (RW) | Szwecja    | St. Louis Blues                                                          | Frölunda HC                                 |
| 40 | Michal Repik (RW)      | Czechy     | Florida Panthers                                                         | Vancouver Giants (WHL)                      |
| 41 | Kevin Marshall (D)     | Kanada     | Philadelphia Flyers (z Caroliny via Pittsburgh, San Jose and Washington) | Lewiston Maineiacs (QMJHL)                  |
| 42 | Eric Tangradi (C)      | USA        | Anaheim Ducks (z Minnesoty)                                              | Belleville Bulls (OHL)                      |
| 43 | P.K. Subban (D)        | Kanada     | Montreal Canadiens                                                       | Belleville Bulls (OHL)                      |
| 44 | Aaron Palushaj (RW)    | USA        | St. Louis Blues (z Toronto via San Jose)                                 | Des Moines Buccaneers (USHL)                |
| 45 | Colby Cohen (D)        | USA        | Colorado Avalanche                                                       | Lincoln Stars (USHL)                        |
| 46 | Ted Ruth (D)           | USA        | Washington Capitals (from NY Islanders)                                  | US National Team Development Program (NAHL) |
| 47 | Dana Tyrell (C/RW)     | Kanada     | Tampa Bay Lightning                                                      | Prince George Cougars (WHL)                 |
| 48 | Antoine Lafleur (G)    | Kanada     | New York Rangers                                                         | PEI Rocket (QMJHL)                          |
| 49 | Trevor Cann (G)        | Kanada     | Colorado Avalanche (z Calgary)                                           | Peterborough Petes (OHL)                    |
| 50 | Nico Sacchetti (C)     | USA        | Dallas Stars (z Minnesoty)                                               | Virginia High School (USHS-MN)              |
| 51 | Keven Veilleux (C)     | Kanada     | Pittsburgh Penguins                                                      | Tigres de Victoriaville (QMJHL)             |
| 52 | Oscar Möller (C)       | Szwecja    | Los Angeles Kings (z Dallas)                                             | Chilliwack Bruins (WHL)                     |
| 53 | Will Weber (D)         | USA        | Columbus Blue Jackets (z San Jose)                                       | Gaylord High School (Michigan)              |
| 54 | Jeremy Smith (G)       | USA        | Nashville Predators                                                      | Plymouth Whalers (OHL)                      |
| 55 | T.J. Galiardi (W)      | Kanada     | Colorado Avalanche (z Atlanty via Anaheim)                               | Dartmouth College (ECAC)                    |
| 56 | Akim Aliu (C/RW)       | Nigeria    | Chicago Blackhawks (z Vancouver)                                         | Sudbury Wolves (OHL)                        |
| 57 | Mike Hoeffel (W)       | USA        | New Jersey Devils                                                        | US National Team Development Program (NAHL) |
| 58 | Nick Spaling (C)       | Kanada     | Nashville Predators (z Detroit via Florida)                              | Kitchener Rangers (OHL)                     |
| 59 | Drew Schiestel (D)     | Kanada     | Buffalo Sabres                                                           | Mississauga IceDogs (OHL)                   |
| 60 | Rusłan Baszkirow (LW)  | Rosja      | Ottawa Senators                                                          | Remparts de Québec (QMJHL)                  |
| 61 | Wayne Simmonds (RW)    | Kanada     | Los Angeles Kings (z Anaheim via Vancouver)                              | Owen Sound Attack (OHL)                     |

### Runda 3
| #  | Zawodnik                 | Narodowość | Drużyna NHL                                          | Klub macierzysty                       |
| -- | ------------------------ | ---------- | ---------------------------------------------------- | -------------------------------------- |
| 62 | Mark Katic (D)           | Kanada     | New York Islanders (z Philadelphia)                  | Sarnia Sting (OHL)                     |
| 63 | Maxime Macenauer (C)     | Kanada     | Anaheim Ducks (z Phoenix via Boston)                 | Huskies de Rouyn-Noranda (QMJHL)       |
| 64 | Siergiej Korostin (RW)   | Rosja      | Dallas Stars (z Los Angeles)                         | Dinamo Moskwa                          |
| 65 | Olivier Fortier (C)      | Kanada     | Montreal Canadiens (z Washington)                    | Océanic de Rimouski (QMJHL)            |
| 66 | Garrett Klotz (LW)       | Kanada     | Philadelphia Flyers (z Chicago)                      | Saskatoon Blades (WHL)                 |
| 67 | Spencer Machacek (RW)    | Kanada     | Atlanta Thrashers (z Edmonton via Minnesota)         | Vancouver Giants (WHL)                 |
| 68 | Jake Hansen (W)          | USA        | Columbus Blue Jackets                                | Sioux Falls Stampede (USHL)            |
| 69 | Maxime Tanguay (C)       | Kanada     | Chicago Blackhawks (z Bostonu)                       | Océanic de Rimouski (QMJHL)            |
| 70 | John Negrin (D)          | Kanada     | Calgary Flames (z St. Louis)                         | Kootenay Ice (WHL)                     |
| 71 | Jewgienij Dadonow (RW)   | Rosja      | Florida Panthers                                     | Traktor Czelabińsk                     |
| 72 | Drayson Bowman (C/RW)    | USA        | Carolina Hurricanes                                  | Spokane Chiefs (WHL)                   |
| 73 | Yannick Weber (D)        | Szwajcaria | Montreal Canadiens                                   | Kitchener Rangers (OHL)                |
| 74 | Dale Mitchell (RW)       | Kanada     | Toronto Maple Leafs                                  | Oshawa Generals (OHL)                  |
| 75 | Luca Cunti (C/LW)        | Szwajcaria | Tampa Bay Lightning (z Colorado via Anaheim)         | EHC Dübendorf                          |
| 76 | Jason Gregoire (LW)      | Kanada     | New York Islanders                                   | Lincoln Stars (USHL)                   |
| 77 | Alexander Killorn (C)    | Kanada     | Tampa Bay Lightning                                  | Deerfield High School (Massachusetts)  |
| 78 | Robert Bortuzzo (D)      | Kanada     | Pittsburgh Penguins (z New York Rangers via Atlanta) | Kitchener Rangers (OHL)                |
| 79 | Nick Palmieri (RW)       | USA        | New Jersey Devils (z Calgary)                        | Erie Otters (OHL)                      |
| 80 | Casey Pierro-Zabotel (C) | Kanada     | Pittsburgh Penguins (z Minnesoty)                    | Merritt Centennials (BCHL)             |
| 81 | Ryan Thang (LW)          | USA        | Nashville Predators (z Pittsburgha)                  | University of Notre Dame (NCAA)        |
| 82 | Bryan Cameron (C/RW)     | Kanada     | Los Angeles Kings (z Dallas)                         | Belleville Bulls (OHL)                 |
| 83 | Timo Pielmeier (G)       | Niemcy     | San Jose Sharks                                      | Kölner Haie                            |
| 84 | Phil Desimone (C)        | USA        | Washington Capitals (z Nashville via Philadelphia)   | Sioux City Musketeers (USHL)           |
| 85 | Brett Sonne (C/LW)       | Kanada     | St. Louis Blues (z Atlanty)                          | Calgary Hitmen (WHL)                   |
| 86 | Josh Unice (G)           | USA        | Chicago Blackhawks (z Vancouver)                     | US National Development Program (NAHL) |
| 87 | Corbin McPherson (D)     | USA        | New Jersey Devils                                    | Cowichan Valley Capitals (BCHL)        |
| 88 | Joakim Andersson (C)     | Szwecja    | Detroit Red Wings                                    | Frölunda HC                            |
| 89 | Corey Tropp (RW)         | USA        | Buffalo Sabres                                       | Sioux Falls Stampede (USHL)            |
| 90 | Louie Caporusso (C/LW)   | Kanada     | Ottawa Senators                                      | St. Michael’s Buzzers (OPJHL)          |
| 91 | Tyson Sexsmith (G)       | Kanada     | San Jose Sharks (z Anaheim via Colorado)             | Vancouver Giants (WHL)                 |

### Runda 4
| #   | Zawodnik                  | Narodowość | Drużyna NHL                                      | Klub macierzysty                            |
| --- | ------------------------- | ---------- | ------------------------------------------------ | ------------------------------------------- |
| 92  | Justin Vaive (LW)         | USA        | Anaheim Ducks (z Philadelphii)                   | US National Team Development Program (NAHL) |
| 93  | Stephen Kampfer (D)       | USA        | Anaheim Ducks (z Phoenix)                        | Uniwersytet Michigan (CCHA)                 |
| 94  | Maksim Majorow (W)        | Rosja      | Columbus Blue Jackets (z Los Angeles via Dallas) | Nieftianik Leninogorsk                      |
| 95  | Alec Martinez (D)         | USA        | Los Angeles Kings (z Washington)                 | Miami University (CCHA)                     |
| 96  | Cade Fairchild (D)        | USA        | St. Louis Blues (z Chicago via Carolina)         | US National Team Development Program (NAHL) |
| 97  | Linus Omark (W)           | Szwecja    | Edmonton Oilers                                  | Luleå HF                                    |
| 98  | Sebastian Stefaniszin (G) | Niemcy     | Anaheim Ducks (z Columbus)                       | Eisbären Berlin                             |
| 99  | Matt Frattin (RW)         | Kanada     | Toronto Maple Leafs (z Bostonu via Phoenix)      | Fort Saskatchewan Traders (AJHL)            |
| 100 | Travis Erstad (C/RW)      | USA        | St. Louis Blues                                  | Lincoln Stars (USHL)                        |
| 101 | Matt Rust (C)             | USA        | Florida Panthers                                 | US National Team Development Program (NAHL) |
| 102 | Justin McCrae (C)         | Kanada     | Carolina Hurricanes                              | Saskatoon Blades (WHL)                      |
| 103 | Vladimír Růžička (C)      | Czechy     | Phoenix Coyotes (z Montrealu)                    | Slavia Praga                                |
| 104 | Ben Winnett (LW)          | Kanada     | Toronto Maple Leafs                              | Salmon Arm Silverbacks (BCHL)               |
| 105 | Brad Malone (C/LW)        | Kanada     | Colorado Avalanche                               | Sioux Falls Stampede (USHL)                 |
| 106 | Maksim Graczew (LW)       | Rosja      | New York Islanders                               | Océanic de Rimouski (QMJHL)                 |
| 107 | Mitch Fadden (C)          | Kanada     | Tampa Bay Lightning                              | Lethbridge Hurricanes (WHL)                 |
| 108 | Brett Bruneteau (C)       | USA        | Washington Capitals (z New York Rangers)         | Omaha Lancers (USHL)                        |
| 109 | Dwight King (C/LW)        | Kanada     | Los Angeles Kings (z Calgary)                    | Lethbridge Hurricanes (WHL)                 |
| 110 | Justin Falk (D)           | Kanada     | Minnesota Wild                                   | Spokane Chiefs (WHL)                        |
| 111 | Luca Caputi (LW)          | Kanada     | Pittsburgh Penguins                              | Mississauga IceDogs (OHL)                   |
| 112 | Colton Sceviour (C/RW)    | Kanada     | Dallas Stars                                     | Portland Winter Hawks (WHL)                 |
| 113 | Kent Patterson (G)        | USA        | Colorado Avalanche (z San Jose)                  | Cedar Rapids RoughRiders (USHL)             |
| 114 | Ben Ryan (C)              | USA        | Nashville Predators                              | Des Moines Buccaneers (USHL)                |
| 115 | Niclas Lucenius (C)       | Finlandia  | Atlanta Thrashers                                | Tappara Tampere                             |
| 116 | Keith Aulie (D)           | Kanada     | Calgary Flames (z Vancouver via Buffalo)         | Brandon Wheat Kings (WHL)                   |
| 117 | Matt Halischuk (RW)       | Kanada     | New Jersey Devils                                | Kitchener Rangers (OHL)                     |
| 118 | Alex Grant (D)            | Kanada     | Pittsburgh Penguins (z Detroit)                  | Saint John Sea Dogs (QMJHL)                 |
| 119 | Mark Santorelli (C)       | Kanada     | Nashville Predators (z Buffalo)                  | Chilliwack Bruins (WHL)                     |
| 120 | Ben Blood (D)             | USA        | Ottawa Senators                                  | Shattuck-Saint Mary’s (Minnesota HS)        |
| 121 | Mattias Modig (G)         | Szwecja    | Anaheim Ducks                                    | Luleå HF                                    |

### Runda 5
| #   | Zawodnik                    | Narodowość | Drużyna NHL                               | Klub macierzysty                            |
| --- | --------------------------- | ---------- | ----------------------------------------- | ------------------------------------------- |
| 122 | Mario Kempe (RW)            | Szwecja    | Philadelphia Flyers                       | St. John’s Fog Devils (QMJHL)               |
| 123 | Maksim Gonczarow (D)        | Rosja      | Phoenix Coyotes                           | CSKA II Moskwa                              |
| 124 | Linden Rowat (G)            | Kanada     | Los Angeles Kings                         | Regina Pats (WHL)                           |
| 125 | Brett Leffler (RW)          | Kanada     | Washington Capitals                       | Regina Pats (WHL)                           |
| 126 | Joseph Lavin (D)            | USA        | Chicago Blackhawks                        | US National Team Development Program (NAHL) |
| 127 | Milan Kytnar (C)            | Słowacja   | Edmonton Oilers                           | VTJ Topolczany                              |
| 128 | Austin Smith (RW)           | USA        | Dallas Stars (Z Columbus)                 | The Gunnery (High-CT)                       |
| 129 | Jamie Benn (LW)             | Kanada     | Dallas Stars (z Bostonu via Columbus)     | Victoria Grizzlies (BCHL)                   |
| 130 | Denis Reul (D)              | Niemcy     | Boston Bruins (z St. Louis)               | Heilbronner Falken                          |
| 131 | John Lee (D)                | USA        | Florida Panthers                          | Moorhead High Scool, MN                     |
| 132 | Chris Terry (LW)            | Kanada     | Carolina Hurricanes                       | Plymouth Whalers (OHL)                      |
| 133 | Joe Stejskal (D)            | USA        | Montreal Canadiens                        | Grand Rapids High School, MN                |
| 134 | Juraj Mikuš (D)             | Słowacja   | Toronto Maple Leafs                       | HC Dukla Trenczyn                           |
| 135 | Paul Carey (C)              | USA        | Colorado Avalanche                        | Salisbury (High-CT)                         |
| 136 | Ondrej Roman (C)            | Czechy     | Dallas Stars (z New York Islanders)       | Spokane Chiefs (WHL)                        |
| 137 | Joshua Turnbull (C)         | USA        | Los Angeles Kings (z Tampy Bay)           | Waterloo Black Hawks (USHL)                 |
| 138 | Max Campbell (C)            | Kanada     | New York Rangers                          | Strathroy Rockets (WOHL)                    |
| 139 | Bradley Eidsness (G)        | Kanada     | Buffalo Sabres (z Calgary)                | Okotoks Oilers (AJHL)                       |
| 140 | Cody Almond (C)             | Kanada     | Minnesota Wild                            | Kelowna Rockets (WHL)                       |
| 141 | Jake Muzzin (D)             | Kanada     | Pittsburgh Penguins                       | Sault Ste. Marie Greyhounds (OHL)           |
| 142 | Andrew Conboy (LW)          | USA        | Montreal Canadiens (z Dallas)             | Omaha Lancers (USHL)                        |
| 143 | Mickey Renaud (C)           | Kanada     | Calgary Flames (z San Jose via Colorado)  | Windsor Spitfires (OHL)                     |
| 144 | Andreas Thuresson (W)       | Szwecja    | Nashville Predators                       | Malmö Redhawks                              |
| 145 | Charles-Antoine Messier (C) | Kanada     | Vancouver Canucks (z Atlanty)             | Baie-Comeau Drakkar (QMJHL)                 |
| 146 | Ilja Kabłukow (W)           | Rosja      | Vancouver Canucks                         | CSKA II Moskwa                              |
| 147 | Jean-Simon Allard (C)       | Kanada     | Buffalo Sabres (z New Jersey vis Calgary) | St. John’s Fog Devils (QMJHL)               |
| 148 | Randy Cameron (C)           | Kanada     | Detroit Red Wings                         | Moncton Wildcats (QMJHL)                    |
| 149 | Michael Neal (LW)           | Kanada     | Dallas Stars (z Buffalo via Columbus)     | Belleville Bulls (OHL)                      |
| 150 | Matt Marshall (C/RW)        | USA        | Tampa Bay Lightning (z Ottawy)            | Nobles (High-MA)                            |
| 151 | Brett Morrison (C)          | Kanada     | Anaheim Ducks                             | P.E.I. Rocket (QMJHL)                       |

### Runda 6
| #   | Zawodnik                   | Narodowość | Drużyna NHL                                   | Klub macierzysty                         |
| --- | -------------------------- | ---------- | --------------------------------------------- | ---------------------------------------- |
| 152 | Jonathon Kalinski (LW)     | Kanada     | Philadelphia Flyers                           | Bonnyville Pontiacs (AJHL)               |
| 153 | Scott Darling (G)          | USA        | Phoenix Coyotes                               | Capital District (NY. Jr)                |
| 154 | Dan Dunn (G)               | Kanada     | Washington Capitals (z Los Angeles)           | Wellington Dukes (OPJHL)                 |
| 155 | Jens Hellgren (D)          | Szwecja    | Colorado Avalanche (z Washington via Calgary) | Frölunda HC                              |
| 156 | Richard Greenop (C)        | Kanada     | Chicago Blackhawks                            | Windsor Spitfires (OHL)                  |
| 157 | William Quist (W)          | Szwecja    | Edmonton Oilers                               | Tingsryds AIF                            |
| 158 | Allen York (G)             | Kanada     | Columbus Blue Jackets                         | Camrose Kodiaks (AJHL)                   |
| 159 | Alain Goulet (D)           | Kanada     | Boston Bruins                                 | Aurora Tigers (OPJHL)                    |
| 160 | Anthony Peluso (D)         | Kanada     | St. Louis Blues                               | Erie Otters (OHL)                        |
| 161 | Patrick Maroon (LW)        | USA        | Philadelphia Flyers (z Floridy)               | St. Louis Bandits (NAHL)                 |
| 162 | Brett Bellemore (D)        | Kanada     | Carolina Hurricanes                           | Plymouth Whalers (OHL)                   |
| 163 | Nichlas Torp (D)           | Szwecja    | Montreal Canadiens                            | HV 71 Jönköping                          |
| 164 | Christopher Didomenico (C) | Kanada     | Toronto Maple Leafs                           | Saint John Sea Dogs (QJHML)              |
| 165 | Patrik Zackrisson (W)      | Szwecja    | San Jose Sharks (z Colorado)                  | Rögle BK                                 |
| 166 | Blake Kessel (D)           | USA        | New York Islanders                            | Waterloo Black Hawks (USHL)              |
| 167 | Johan Harju (LW)           | Szwecja    | Tampa Bay Lightning                           | Luleå HF                                 |
| 168 | Carl Hagelin (LW)          | Szwecja    | New York Rangers                              | Södertälje SK                            |
| 169 | Radim Ostrcil (D)          | Czechy     | Boston Bruins (z Calgary via Colorado)        | HC Vsetín                                |
| 170 | Harri Ilvonen (D)          | Finlandia  | Minnesota Wild                                | Tappara Tampere                          |
| 171 | Dustin Jeffrey (C)         | Kanada     | Pittsburgh Penguins                           | Sault Ste. Marie Greyhounds (OHL)        |
| 172 | Luke Gazdic (LW)           | Kanada     | Dallas Stars                                  | Erie Otters (OHL)                        |
| 173 | Nick Bonino (C)            | Kanada     | San Jose Sharks                               | Avon Old Farms (Connecticut High School) |
| 174 | Robert Dietrich (R)        | Niemcy     | Nashville Predators                           | Düsseldorfer EG                          |
| 175 | John Albert (C)            | USA        | Atlanta Thrashers                             | US Under 18                              |
| 176 | Taylor Matson (C)          | USA        | Vancouver Canucks                             | Des Moines Buccaneers (USHL)             |
| 177 | Vili Sopanen (W)           | Finlandia  | New Jersey Devils                             | Pelicans Lahti                           |
| 178 | Zack Torquato (C)          | Kanada     | Detroit Red Wings                             | Erie Otters (OHL)                        |
| 179 | Paul Byron(C)              | Kanada     | Buffalo Sabres                                | Gatineau Olympiques (QJHML)              |
| 180 | Justin Taylor (C)          | Kanada     | Washington Capitals (z Ottawy)                | London Knights (OHL)                     |
| 181 | Corey Syvret (D)           | Kanada     | Florida Panthers (z Anaheim)                  | Guelph Storm (OHL)                       |

### Runda 7
| #   | Zawodnik               | Narodowość | Drużyna NHL                                | Klub macierzysty                     |
| --- | ---------------------- | ---------- | ------------------------------------------ | ------------------------------------ |
| 182 | Brad Philips (G)       | USA        | Philadelphia Flyers                        | US Under 18                          |
| 183 | Torrie Jung (G)        | Kanada     | Tampa Bay Lightning (z Phoenix via Ottawa) | Kelowna Rockets (WHL)                |
| 184 | Josh Kidd (D)          | Kanada     | Los Angeles Kings                          | Erie Otters (OHL)                    |
| 185 | Nick Larson (C)        | USA        | Washington Capitals                        | Omaha Lancers (USHL)                 |
| 186 | C.J. Severyn (LW)      | USA        | Calgary Flames (z Chicago)                 | US Under 18                          |
| 187 | Nick Eno (G)           | USA        | Buffalo Sabres (z Edmonton)                | Green Mountain Vermont, (EJHL)       |
| 188 | Matt Fillier (C/LW)    | Kanada     | Los Angeles Kings (z Columbus)             | St. John’s Fog Devils (QJMHL)        |
| 189 | Jordan Knackstedt (RW) | Kanada     | Boston Bruins                              | Moose Jaw Warriors (WHL)             |
| 190 | Trevor Nill (C)        | USA        | St. Louis Blues                            | Detroit Compuware (Michigan midget)  |
| 191 | Ryan Watson (LW)       | Kanada     | Florida Panthers                           | Cambridge Winterhawks (MWJHL)        |
| 192 | Scott Kishel (D)       | USA        | Montreal Canadiens (z Caroliny)            | Virginia HS                          |
| 193 | David Skokan (C)       | Słowacja   | New York Rangers (z Montrealu)             | Océanic de Rimouski (QJMHL)          |
| 194 | Carl Gunnarsson (D)    | Szwecja    | Toronto Maple Leafs                        | Linköpings HC                        |
| 195 | Johan Alcén (RW)       | Szwecja    | Colorado Avalanche                         | Brynäs IF                            |
| 196 | Simon Lacroix (D)      | Kanada     | New York Islanders                         | Shawinigan Cataractes (QJMHL)        |
| 197 | Michel Ward (D)        | Kanada     | Tampa Bay Lightning                        | Lewiston Maineiacs (QJMHL)           |
| 198 | Danny Hobbs (C/RW)     | USA        | New York Rangers                           | Ohio Junior Blue Jackets (USHL)      |
| 199 | Andrew Glass (LW)      | USA        | Washington Capitals (z Calgary)            | Nobles HS                            |
| 200 | Carson McMillan (RW)   | Kanada     | Minnesota Wild                             | Calgary Hitmen (WHL)                 |
| 201 | Justin Braun (D)       | USA        | San Jose Sharks (z Pittshburgha)           | Mass-Amherst Univ.                   |
| 202 | Serhij Hajduczenko (G) | Rosja      | Florida Panthers (z Dallas)                | Łokomotiw Jarosław                   |
| 203 | Frazer Mclaren (LW)    | Kanada     | San Jose Sharks                            | Portland Winter Hawks (WHL)          |
| 204 | Atte Engren (G)        | Finlandia  | Nashville Predators                        | Rauman Lukko                         |
| 205 | Paul Postma (D)        | Kanada     | Atlanta Thrashers                          | Swift Current Broncos (WHL)          |
| 206 | Dan Gendur (RW)        | Kanada     | Vancouver Canucks                          | Everett Silvertips (WHL)             |
| 207 | Ryan Molle (D)         | Kanada     | New Jersey Devils                          | Swift Current Broncos (WHL)          |
| 208 | Bryan Rufenach (D)     | Kanada     | Detroit Red Wings                          | Lindsay Muskies (OPJHL)              |
| 209 | Drew Mackenzie (D)     | USA        | Buffalo Sabres                             | The Taft School (Connecticut US H.S) |
| 210 | Justin Courtnall (LW)  | Kanada     | Tampa Bay Lightning (z Ottawy)             | Burnaby Express (BCHL)               |
| 211 | Trent Vogelhuber (RW)  | USA        | Columbus Blue Jackets (z Anaheim)          | St. Louis Bandits (NAHL)             |